# Kairoer Derby

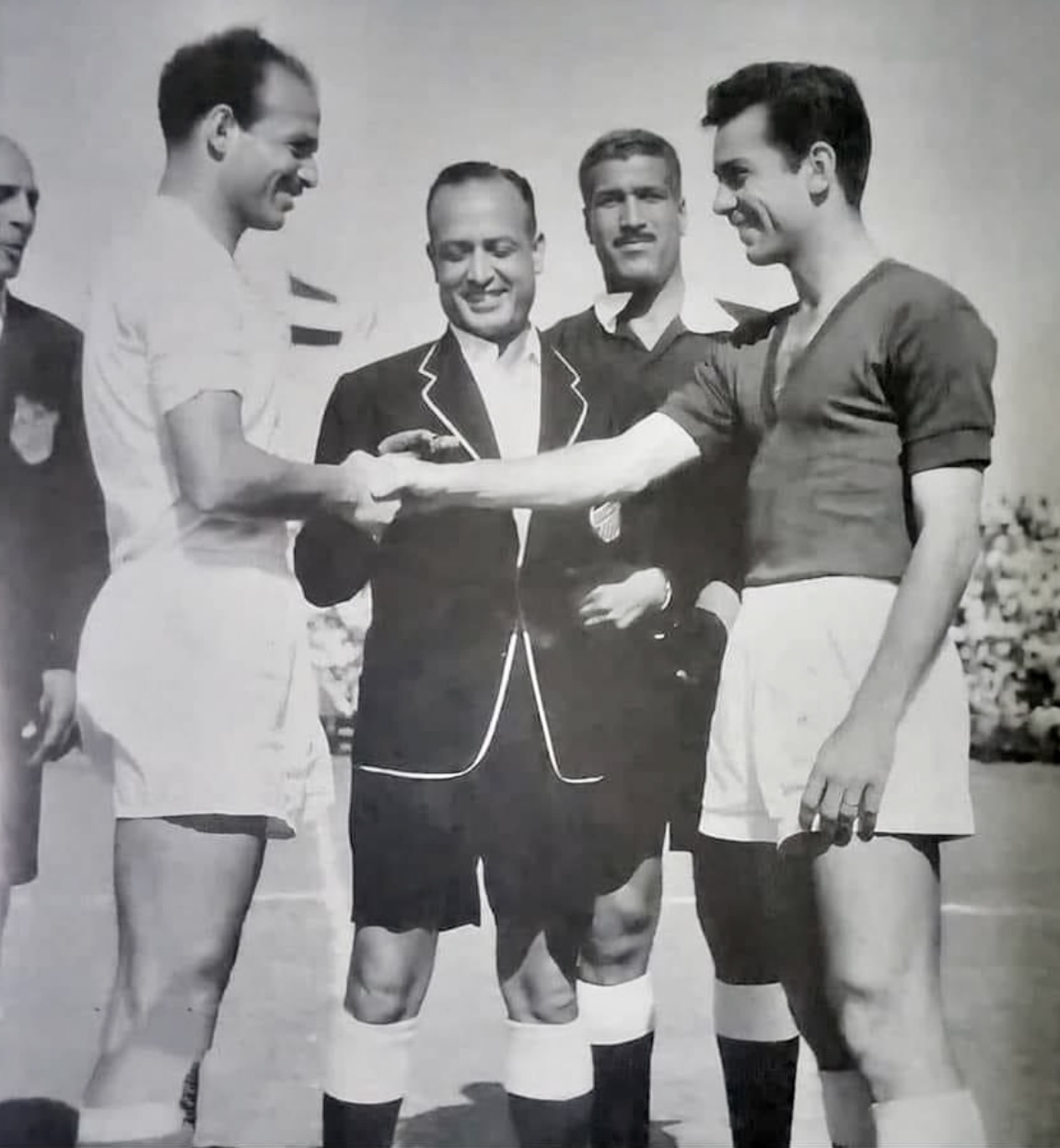
Zamaleks Kapitän Nour El-Dali und Al Ahlys Kapitän Saleh Selim geben sich vor dem Finale des Egypt Cup 1959 am 24. April 1959 die Hand.

Als Kairoer Derby (arabisch ديربي القاهرة) wird die Begegnung zwischen den beiden in der ägyptischen Hauptstadt Kairo beheimateten Vereinen al Ahly und Zamalek SC bezeichnet. Die Bedeutung der beiden Vereine – nicht nur in Ägypten, sondern für den gesamten afrikanischen Fußball – wird vor allem durch die Tatsache untermauert, dass sie von der Afrikanischen Fußballkonföderation (CAF) zu den beiden wichtigsten afrikanischen Vereinen des 20. Jahrhunderts gewählt wurden.
Al Ahly landete auf Platz eins, sein ewiger Rivale Zamalek belegte den zweiten Rang. Doch Zamalek konnte sich über diesen zweiten Platz nicht freuen, sondern beschwerte sich darüber, nicht selbst auf den ersten Platz gewählt worden zu sein. Das als unberechtigt angesehene Wahlergebnis und die Reaktionen Zamaleks hierauf verliehen der ohnehin brisanten Rivalität weiteren Zündstoff.

## Sportliche Vormachtstellung
Beide Vereine sind den Konkurrenten in Ägypten hinsichtlich ihrer sportlichen Erfolge weit enteilt. Doch auch zwischen ihnen besteht noch einmal eine gewaltige Kluft, die nirgendwo so deutlich in Erscheinung tritt wie bei der Anzahl der gewonnenen Landesmeisterschaften. Hier liegt Rekordmeister al Ahly (Stand: Saisonende 2017/18) mit 40 Titeln quasi „uneinholbar“ vor Zamalek mit „nur“ 12 Meistertiteln. Auch im einheimischen Pokalwettbewerb ist Ahly mit 36 Titeln der Rekordhalter, gefolgt von Zamalek mit 26 Erfolgen. Den erst seit 2001 bestehenden Supercup hat al Ahly zehnmal, Erzrivale Zamalek dreimal gewonnen. Auch in der CAF Champions League hat al Ahly mittlerweile mit 8 Titeln die Nase vorn. Auf Platz 2 folgt Lokalrivale Zamalek mit 5 Siegen. Sechs von Ahlys Erfolgen datieren allerdings erst aus dem 21. Jahrhundert, während Zamalek am Ende des 20. Jahrhunderts mit vier Titeln Rekordsieger war. Aus dieser Tatsache übrigens speist sich der Protest des Zamalek SC, nicht zur afrikanischen Mannschaft des 20. Jahrhunderts gewählt worden zu sein (siehe oben).
Seinen bisher größten Erfolg auf der Weltbühne des Fußballs feierte al Ahly bei der Teilnahme um die FIFA-Klub-Weltmeisterschaft 2006, bei der er – nach einer 1:2-Niederlage im Halbfinale gegen den späteren Turniersieger SC Internacional und einem 2:1-Sieg gegen den mexikanischen Club América – den dritten Rang belegte.

## Soziologische Aspekte
Al Ahly ist der ältere der beiden Rivalen und wurde bereits 1907 gegründet. In einer Zeit, als Ägypten Teil des Britischen Weltreichs war, war al Ahly (dt. National) zugleich der erste Verein, der von Ägyptern geführt wurde. Somit wurde er von Anfang an zu einem Symbol des Nationalismus gegen die fremde Besatzungsmacht. Dagegen galt der 1911 gegründete Zamalek SC von Beginn an als weltoffen und wurde in seiner Anfangszeit von einem Belgier geführt. 
Doch neben den politischen Gegensätzen waren es vor allem soziologische Aspekte, die dieser Rivalität ihren Stempel aufdrückten. Denn während al Ahly seit jeher als Volksverein wahrgenommen wird, galt Zamalek über Jahrzehnte hinweg als Repräsentant der höheren Schichten.

## Fans

Derbyticket

Die Hardcore-Fans beider Seiten lieferten sich früher häufig gewaltsame Auseinandersetzungen. Doch das Jahr 2011 hat die Aggressionen auf beiden Seiten gemindert. Damals belagerten die Ultras beider Vereine den Tahrir-Platz in Kairo und waren maßgeblich am von den Demonstranten geforderten Rücktritt des Staatspräsidenten Husni Mubarak beteiligt.

## Alle Begegnungen um die ägyptische Fußballmeisterschaft
Die folgende Tabelle listet alle Begegnungen der Egyptian Premier League auf, in denen die beiden Mannschaften aufeinandertrafen. Dabei werden alle Ergebnisse in chronologischer Reihenfolge und stets aus Sicht von al Ahly dargestellt.
| Saison  | AHLY vs ZAMA |
| ------- | ------------ |
| 1948/49 | 2:2, 0:1     |
| 1949/50 | 2:0, 0:0     |
| 1950/51 | 2:0, 3:0     |
| 1951/52 | – 1          |
| 1952/53 | 0:0, 2:2     |
| 1953/54 | 1:1, 4:2     |
| 1954/55 | 2:0, 1:1     |
| 1955/56 | 2:2, 1:2     |
| 1956/57 | 1:1, 2:0     |
| 1957/58 | 1:1, 3:1     |
| 1958/59 | 1:1, 2:0     |
| 1959/60 | 2:1, 1:2     |
| 1960/61 | 4:1, 1:3     |
| 1961/62 | 3:0, 3:0     |
| 1962/63 | 1:1 2        |
| 1963/64 | – 3          |
| 1964/65 | 2:2, 1:2     |
| 1965/66 | 2:2, 0:2 4   |
| 1966/67 | 1:1, 0:1     |
| 1967/68 | – 1          |
| 1968/69 | – 1          |
| 1969/70 | – 1          |
| 1970/71 | – 1          |
| 1971/72 | – 5          |
| 1972/73 | 1:1, 1:0     |
| 1973/74 | – 6          |
| 1974/75 | 2:1, 0:0     |
| 1975/76 | – 3          |
| 1976/77 | 2:1, 0:0     |
| 1977/78 | 1:0, 0:0     |
| 1978/79 | 1:1, 1:1     |
| 1979/80 | 0:0, 2:1     |
| 1980/81 | 0:2, 0:0     |
| 1981/82 | 1:1, 0:0     |
| 1982/83 | 1:0, 1:1     |

| Saison  | AHLY vs ZAMA |
| ------- | ------------ |
| 1983/84 | 0:1, 2:2     |
| 1984/85 | 1:0, 1:2     |
| 1985/86 | 2:2, 1:1     |
| 1986/87 | 0:1, 2:1     |
| 1987/88 | 1:1, 1:2     |
| 1988/89 | 0:0, 1:0     |
| 1989/90 | 0:0 2        |
| 1990/91 | 1:0, 0:2     |
| 1991/92 | 1:0. 0:1     |
| 1992/93 | 0:1, 0:1     |
| 1993/94 | 3:0,0:2      |
| 1994/95 | 0:0, 1:1     |
| 1995/96 | 0:0, 2:0 7   |
| 1996/97 | 0:0, 3:1     |
| 1997/98 | 0:0, 2:0     |
| 1998/99 | 2:1, 2:0 8   |
| 1999/00 | 1:2, 0:0     |
| 2000/01 | 1:1, 1:3     |
| 2001/02 | 1:2, 6:1     |
| 2002/03 | 2:2, 1:3     |
| 2003/04 | 0:1, 1:2     |
| 2004/05 | 4:2, 3:0     |
| 2005/06 | 0:0, 2:0     |
| 2006/07 | 2:1, 0:2     |
| 2007/08 | 1:0, 2:0     |
| 2008/09 | 1:0, 0:0     |
| 2009/10 | 0:0, 3:3     |
| 2010/11 | 0:0, 2:2     |
| 2011/12 | – 9          |
| 2012/13 | – 1          |
| 2013/14 | 1:0 2        |
| 2014/15 | 1:1, 2:0     |
| 2015/16 | 2:0, 0:0     |
| 2016/17 | 2:0, 2:0     |
| 2017/18 | 3:0, 1:2     |

### Derbystatistik in der Nationalliga
Von den bisher 116 Derbys in der Egyptian Premier League wurden 112 regulär beendet (Stand: Saisonende 2017/18). Zwei Spiele wurden jeweils beim Stand von 2:0 (für Zamalek am 18. März 1966, für al Ahly am 25. Juni 1996) abgebrochen, nachdem der Gegner das Spielfeld aus Protest verlassen hatte und das Ergebnis des abgebrochenen Spielstandes in die Wertung einfloss. Ein Spiel wurde am 24. Dezember 1971 wegen Zuschauerausschreitungen (beim Stand von 2:1 für Zamalek) abgebrochen und fließt mit diesem Ergebnis auch in die Wertung ein. Das zuletzt am 9. April 1999 bereits nach vier Minuten beim Spielstand von 0:0 abgebrochene Spiel wurde 2:0 für al Ahly gewertet, weil Zamalek das Spielfeld regelwidrig verlassen hatte. Um den insgesamt vier Spielabbrüchen Rechnung zu tragen, werden in der ersten Zeile der nachfolgenden Statistik nur die beendeten Spiele berücksichtigt, während in der unteren Zeile alle Derbys mit ihrer entsprechenden Wertung einfließen.
| Status          | Spiele | Siege Ahly | Remis | Siege Zamalek | Torverhältnis AHLY : ZAMA |
| --------------- | ------ | ---------- | ----- | ------------- | ------------------------- |
| regulär beendet | 112    | 41         | 47    | 24            | 140 : 096                 |
| alle Spiele     | 116    | 43         | 47    | 26            | 145 : 100                 |

### Rekorde
Den höchsten Derbysieg in der Liga verzeichnete al Ahly am 16. Mai 2002 mit einem 6:1 über Zamalek. Vierfacher Torschütze bei diesem Triumph war Khaled Bebo, der für Ahly insgesamt fünf Derbytreffer erzielte. Mehr Derbytore für Ahly erzielten in der Nationalliga nur El-Sayed Ateya „Toto“ und Mohamed Abo Treka, die jeweils siebenmal erfolgreich waren. Die erfolgreichsten Schützen für Zamalek waren Alaa El-Hamouly und Khalil Said Quadry, die jeweils fünf Treffer erzielten. Der erfolgreichste Derbytorschütze in der Nationalliga ist der bei beiden Rivalen spielende Hossam Hassan, der insgesamt neun Derbytreffer erzielte; fünf davon für Ahly und vier für Zamalek. Zamaleks höchster Sieg in einem offiziellen Derby datiert vom 2. Juni 1944 und war ein 6:0 im nachgeholten ägyptischen Pokalfinale der vorherigen Saison 1942/43.